# La Baroche-Gondouin
Pour les articles homonymes, voir Baroche et Gondouin.
La Baroche-Gondouin est une ancienne commune française du Passais située dans le département de la Mayenne en région Pays de la Loire.
Elle est située à 55 kilomètres au nord-est de Laval, 25 kilomètres de Mayenne et 6 kilomètres de Lassay-les-Châteaux, commune à laquelle elle a été associée entre 1973 et 2014.

## Géographie
Le village est situé au versant nord et au pied des collines qui forment un massif que la Mayenne longe de l’est à l’ouest, de Buleu au Housseau, et contourne enfin pour prendre sa direction définitive, du Nord au Sud. Dans cette partie de son cours, les affluents que reçoit la rivière s’en vont du Sud au Nord.
Géologie : Schistes précambriens devenant métamorphiques vers le Sud-Ouest en se rapprochant du massif granitique de Lassay.
La Baroche-Gondouin recensait 525 habitants en 1726, 770 en 1821, 819 en 1841, 532 en 1898 et 505 en 1908. Son territoire - qui s'étale sur 999 hectares - comptait 10 métairies et 20 bordages en 1696. À cette époque, les 3/4 de cette superficie présentaient des terres labourables qui produisaient du seigle, de l'avoine et du sarrasin ; le reste était recouvert de landes et de bruyères. On y comptait 48 fermes en 1843. Vers la fin du XVIIIe siècle, la poire était une des principales productions de la paroisse.

## Toponymie
Le nom de la localité est attesté sous les formes Sancta Maria de Bazogia Gunduini en 1101, Sancta Maria de Basigia Gundini en 1111, Basiligia Gandoini en 1180, Bazoche-Gondouin en 1659. Ce toponyme provient du latin basilica qui désignait initialement un grand édifice servant à diverses activités publiques dont le marché puis qui s'appliquera plus tard aux églises. Gondouin est probablement le nom d'un seigneur.

## Histoire

### Moyen Âge

#### Haut Moyen Âge
La Baroche-Gondouin est un lieu qui possède une Antiquité relative ; en effet, des sarcophages en calcaire coquillier ont été mis au jour dans le cimetière et dans l'église de la Baroche-Gondouin. Un sarcophage en "grès roussard" fut découvert intact ; il contenait un squelette en bon état de conservation et un petit vase noir en grès qui renfermait des résidus de charbon.

#### Période du duché de Normandie et de l'Empire Plantagenêt (911-1204)
La Baroche-Gondouin possédait un prieuré qui dépendait de l'abbaye Saint-Aubin d'Angers. De nombreuses confirmations sont données après 1111 mais le cartulaire de l'abbaye ne contient aucun acte spécifique mentionnant ce bénéfice. Le prieur de la Baroche, au nom des habitants de la paroisse, demande en 1779, au seigneur de la Drouardière (en Sainte-Marie-du-Bois) de bien vouloir renoncer à faire « courir la pelote » pendant trois jours, dans un champ du prieuré : la Lande-aux-Dames ; la demande est acceptée mais le prieur dut s'engager à donner quarante gerbes de paille de blé au châtelain qui se vit dans l'obligation de distribuer aux pauvres, chaque année, une somme de 12 livres. Percée de fenêtres à meneaux, la maison priorale qui existe encore de nos jours, est vendue avec ses dépendances à Guillaume Sallard, le 18 mars 1791.

#### Incorporation au domaine royal français
Au cours de son histoire, cette terre - qui comptait 60 journaux et 20 « hommes de pré » - nous signale quelques-uns de ses seigneurs ; Robert de la Roche fut accusé, en 1254, d'avoir indûment mis en fourrière les bœufs de l'abbaye de Savigny. En 1336, un de ses successeurs, Robin, vendit le domaine à Guillaume le Voyer d'Aron. Plus tard, la seigneurie devint, par alliance, la propriété des Margerie de la Drouardière ; elle devait rester unie à leur terre jusqu'à la Révolution (sauf de 1666 à 1696 années pendant lesquelles Jeanne de Madaillan, épouse de Pierre de Baussans, sieur de Héricour, posséda la seigneurie de la Baroche qui était alors sous le coup de la saisie).

### Temps modernes
« Composée de belle seigneurie, fiefs, hommes et subjets, moulins, étangs, bois de haute futaye, belle prairie et beau dommayne », la terre de la Baroche relevait des seigneuries de Bois-Thibault et d'Hauteville. Elle englobait également les fiefs de Saint-Fraimbault, de Montaigu et de Glansemé, des fiefs qui furent acquis le 4 février 1641, par René du Bellay, seigneur de la Feuillée et de Bois-Thibault. Au XVe siècle, on cite encore « l'hébergement de la Baroche » mais, il n'est plus fait mention du manoir.

### Époque contemporaine
La municipalité fut constituée le 23 février 1790 lors d'une assemblée présidée par le curé.
Le village de La Baroche-Gondouin est regroupé à la commune de Lassay-les-Châteaux depuis 1973.

## Politique et administration

### Liste des maires jusqu'au31 décembre 1972
| Période    | Période          | Identité      | Étiquette | Qualité |
| ---------- | ---------------- | ------------- | --------- | ------- |
| avant 1970 |                  | Louis Rebours |           |         |
|            | 31 décembre 1972 | Joseph Farges |           |         |

### Liste des maires délégués du1erjanvier 1973au30 juin 2014
| Période   | Période   | Identité         | Étiquette | Qualité                                                                                  |
| --------- | --------- | ---------------- | --------- | ---------------------------------------------------------------------------------------- |
| 1988      | mars 2014 | Daniel Métairie  | Centriste | suppléant de Yannick Favennec, député de la 3e circonscription de la Mayenne (2002-2007) |
| mars 2014 | juin 2014 | Valérie Longrais |           |                                                                                          |

La commune associée de La Baroche-Gondouin est supprimée le 1er juillet 2014.

## Démographie
| 1793 | 1800 | 1806 | 1821 | 1831 | 1836 | 1841 | 1846 | 1851 |
| ---- | ---- | ---- | ---- | ---- | ---- | ---- | ---- | ---- |
| 720  | 618  | 837  | 775  | 807  | 819  | 788  | 812  | 814  |

| 1911 | 1921 | 1926 | 1931 | 1936 | 1946 | 1954 | 1962 | 1968 |
| ---- | ---- | ---- | ---- | ---- | ---- | ---- | ---- | ---- |
| 498  | 375  | 335  | 314  | 307  | 302  | 304  | 281  | 253  |

## Personnalités liées à la commune
- Alexis-Jean-Pierre Paucton, mathématicien (1736-1798)
- Maquis de La Baroche-Gondouin
- Roland Fléchard (1920-1996), industriel

## Monuments et lieux touristiques
- Église Saint-Laurent
- Château de la Grivelière
- Borne

Époque gallo-romaine
À quelques mètres du bord de la route de Lassay-les-Châteaux à Couterne (Orne), avant le carrefour de La Baroche-Gondouin, une borne a été redressée après sa découverte lors de travaux de terrassement. Elle ne porte aucune inscription ni date.
- Oratoire de la Haye

XVIIIe siècle
Ce petit oratoire de 2 mètres sur 1,50 mètre, en appareil composite couvert d’un toit d’ardoises à quatre pans, est construit dans un herbage à proximité d’une route vicinale et face aux bâtiments de la ferme de même nom. Son mur orienté au nord-est est percé d’une porte à claire-voie qui permet de voir à l’intérieur les statues du Christ en croix, de la Vierge à l’Enfant et d’une autre sainte. Son origine, d’après une tradition orale forte, est assez curieuse : par une nuit sans lune, un curé de campagne se rend à cheval chez un paroissien au seuil de sa mort pour lui administrer le viatique, lorsque sa monture se cabre soudainement pour une cause inconnue. Dans ce mouvement brutal, l’hostie consacrée qu’il tient lui échappe de la main et tombe sur le chemin. Malgré les recherches poursuivies au lever du jour, elle n’est pas retrouvée et, peut-être par souci de repentance, le curé mortifié fait ériger le modeste oratoire à l’emplacement même de sa chute. Sans tarder, la voix populaire lui attribue le nom évocateur de « Bon Dieu embourbé », qui lui est resté.